# Corneliu Marin
Corneliu Marin (* 19. Januar 1953 in Bukarest) ist ein ehemaliger rumänischer Säbelfechter.

## Erfolge
Corneliu Marin wurde 1974 in Grenoble und 1977 in Buenos Aires mit der Mannschaft Vizeweltmeister. 1975 gewann er mit ihr in Budapest zudem die Bronzemedaille. Dreimal nahm er an Olympischen Spielen teil: 1976 schloss er in Montreal die Einzelkonkurrenz auf dem 24. Platz ab, während er mit der Mannschaft das Halbfinale erreichte. In diesem unterlag die Mannschaft gegen die Sowjetunion, setzte sich im anschließenden Gefecht um Rang drei aber gegen Ungarn mit 9:4 durch. Marin gewann so gemeinsam mit Dan Irimiciuc, Ioan Pop, Alexandru Nilca und seinem Cousin Marin Mustață Bronze. Vier Jahre darauf belegte er in Moskau im Einzel Rang neun sowie mit der Mannschaft Rang fünf. Bei den Olympischen Spielen 1984 in Los Angeles zog Marin mit der rumänischen Equipe erneut ins Gefecht um den dritten Rang ein und gewann dank eines 8:7-Erfolgs über Deutschland mit Alexandru Chiculiță, Marin Mustață, Ioan Pop und Vilmoș Szabo eine weitere Bronzemedaille. Im Einzel platzierte sich auf Rang 13.